# USS Compton (DD-705)
USS Compton (DD-705) là một tàu khu trục lớp Allen M. Sumner được Hải quân Hoa Kỳ chế tạo trong Chiến tranh Thế giới thứ hai. Nó là chiếc tàu chiến duy nhất của Hải quân Mỹ được đặt theo tên Lewis Compton (1892-1942), từng tham gia Chiến tranh Thế giới thứ nhất và là Trợ lý Bộ trưởng Hải quân vào những năm 1941- 1942. Nó đã hoạt động cho đến hết Thế Chiến II, và tiếp tục phục vụ sau đó cho đến khi xuất biên chế năm 1972. Con tàu được chuyển cho Brazil năm 1972, và hoạt động cùng Hải quân Brazil như là chiếc Mato Grosso cho đến khi ngừng hoạt động và bị tháo dỡ năm 1990. Compton được tặng thưởng một Ngôi sao Chiến trận do thành tích phục vụ trong Thế Chiến II.

## Thiết kế và chế tạo
Compton được đặt lườn tại xưởng tàu của hãng Federal Shipbuilding and Drydock Company ở Kearny, New Jersey vào ngày 28 tháng 3 năm 1944. Nó được hạ thủy vào ngày 17 tháng 9 năm 1944; được đỡ đầu bởi bà Lewis Compton, vợ góa Trợ lý Bộ trưởng Compton, và nhập biên chế vào ngày 4 tháng 11 năm 1944 dưới quyền chỉ huy của Trung tá Hải quân R. O. Strange.

## Lịch sử hoạt động

### 1945
Compton rời Norfolk, Virginia vào ngày 17 tháng 2 năm 1945 để đi sang mặt trận Thái Bình Dương, và đã hoạt động huấn luyện tại Trân Châu Cảng tờ ngày 16 tháng 3 đến ngày 5 tháng 4 trước khi hộ tống các tàu chiến chủ lực đi đến Kwajalein và Eniwetok. Tiếp tục đi đến Ulithi, nó khởi hành đi Okinawa vào ngày 20 tháng 4, bắn hải pháo hỗ trợ cho trận chiến đang diễn ra tại đây, đồng thời tuần tra phòng không và chống tàu ngầm để bảo vệ cho các tàu chiến ngoài khơi hòn đảo. Vào ngày 12 tháng 5, nó hỗ trợ cho cuộc đổ bộ lên đảo Tori Shima lân cận, và đang khi quay trở lại vị trí trực chiến ngoài khơi Okinawa, nó bắn rơi một máy bay đối phương tấn công đơn độc.
Sau khi được sửa chữa tại Leyte, Philippines từ ngày 17 tháng 5 đến ngày 16 tháng 6, Compton quay trở lại Okinawa tiếp tục hoạt động hỗ trợ cho trận chiến tại đây cho đến ngày 4 tháng 7, khi nó lên đường hộ tống một đoàn tàu vận tải đi Guam, rồi quay trở lại vịnh Leyte vào ngày 10 tháng 7. Nó hộ tống bảo vệ cho những tàu chiến huấn luyện tại khu vực này trước khi lên đường đi Okinawa, rồi thả neo tại vịnh Buckner cho đến ngày 25 tháng 8.
Compton lên đường làm nhiệm vụ liên lạc, vận chuyển mệnh lệnh hoạt động và tài liệu tình báo cho tàu bè thuộc Đệ Tam hạm đội đang ở ngoài khơi lối ra vào vịnh Tokyo. Hai ngày sau đó, đang khi chuyển thư tín cho Idaho (BB-42), nó va chạm với mạn phải của chiếc thiết giáp hạm, bị hư hại nhiều khoang kín nước và vách ngăn, và nhiều lổ thủng nhỏ bên mạn tàu. Nó tiến vào vịnh Sagami vào ngày 28 tháng 8, chờ đợi để được sửa chữa bên cạnh tàu tiếp liệu khu trục Piedmont (AD-17). Piedmont tiến đến cạnh nó nhưng không thể tiến hành sửa chữa, vì cả hai nhận mệnh lệnh tiếp tục tiến vào vịnh Tokyo. Compton đi vào vịnh vào ngày 29 tháng 8.

### 1946 - 1968
Trong sáu tháng tiếp theo, Compton hoạt động tuần tra suốt khu vực Tây Thái Bình Dương, làm nhiệm vụ canh phòng máy bay cho các tàu sân bay. Nó rời Yokosuka vào ngày 21 tháng 2, 1946 để quay trở về Hoa Kỳ, về đến San Pedro, California vào ngày 15 tháng 3. Nó lại tiếp tục lên đường hai tuần sau đó để đi sang vùng bờ Đông Hoa Kỳ, gia nhập Hạm đội Đại Tây Dương tại Portland, Maine vào ngày 16 tháng 4. Sau khi được đại tu, nó hoạt động dọc theo bờ biển Đông Bắc và tại vùng biển Caribe cho đến ngày 3 tháng 2, 1947, khi nó khởi hành cho chuyến đi đầu tiên sang Địa Trung Hải. Nó quay trở về cảng nhà tại Newport, Rhode Island vào ngày 14 tháng 8.
Ngoài các hoạt động thường lệ tuần tra và thực hành tại chỗ dọc theo vùng bờ Đông, Compton còn thực hiện những chuyến đi huấn luyện học viên sĩ quan đến vùng biển Caribe trong những năm tiếp theo, đồng thời phục vụ như tàu huấn luyện cho học viên thuộc Hải quân Dự bị Hoa Kỳ. Trong lượt bố trí sang Địa Trung Hải vào năm 1948-1949, nó tham gia thành phần lực lượng Liên Hợp Quốc tuần tra tại vùng biển ngoài khơi Palestine để duy trì hòa bình cho khu vực này. Nó còn quay trở lại khu vực Địa Trung Hải một lần nữa vào năm 1951, và vào cuối mùa Hè năm 1952 đã tham gia cuộc tập trận “Mainbrace” của Khối NATO tại vùng biển Châu Âu.
Vào mùa Hè năm 1953, Compton được đặt làm soái hạm của Hải đội Khu trục 8, và hải đội đã cùng hai tàu tuần dương trải qua sáu tuần lễ trong một chuyến đi huấn luyện và thực tập cho học viên Hải quân Dự bị tại vùng biển Caribe. Các con tàu đã khởi hành từ Norfolk, Virginia, ghé thăm Coco Solo, Panama; Port of Spain, Trinidad; và vịnh Guantánamo, Cuba trước khi quay trở về Norfolk. Con tàu tiếp tục được phái sang phục vụ cùng Đệ Lục hạm đội tại Địa Trung Hải vào các năm 1953 và 1955; rồi đến mùa Xuân năm 1956, nó đã tập trận ngoài khơi Bermuda cùng các tàu chiến thuộc Hạm đội Nhà Anh Quốc trong khuôn khổ cuộc tập trận “New Broom V”.
Compton đang phục vụ tại Bahrain trong vùng vịnh Ba Tư vào mùa Thu năm 1956, khi xảy ra vụ Khủng hoảng kênh đào Suez. Do việc Ai Cập quốc hữu hóa kênh đào Suez đã đưa đến mâu thuẫn, và sau đó là xung đột, giữa Ai Cập với Anh, Pháp và Israel; các tàu chiến thuộc Đệ Lục hạm đội đã giúp vào việc di tản công dân Hoa Kỳ khỏi Ai Cập và Israel, cũng như giúp ổn định tình hình. Tuy nhiên do kênh đào Suez đã bị đóng, chiếc tàu khu trục phải quay về nhà theo ngã Mombasa, Durban, mũi Hảo Vọng, Simonstown, Recife và Trinidad, về đến Newport vào ngày 8 tháng 1, 1957.
Vào mùa Thu năm 1957, tham gia một loạt các cuộc tập trận của Khối NATO tại vùng biển quần đảo Anh. Từ tháng 11, 1957 đến tháng 4, 1958, nó lại được phái sang hoạt động cùng Đệ Lục hạm đội tại Địa Trung Hải, vịnh Ba Tư và Hồng Hải; rồi trong mùa Hè tiếp theo là một chuyến đi huấn luyện học viên sĩ quan đến Rotterdam, Hà Lan và Bergen, Na Uy. Từ đó cho đến năm 1960, con tàu hoạt động dọc theo vùng bờ Đông và vùng biển Caribe trong những dự án khảo sát thủy văn và phục vụ cùng Trường Sonar Hạm đội tại Key West, Florida. Nó thực hiện một chuyến đi khác sang Địa Trung Hải cùng Đệ Lục hạm đội vào tháng 8, 1960.

### 1968 - 1972
Trong những năm 1968-1969, Compton phục vụ cùng Quân khu Hải quân 1 đặt sở chỉ huy tại Boston, Massachusetts, trong vai trò tàu huấn luyện cho Hải quân Dự bị. Những chuyến đi huấn luyện thường rời cảng Boston, gặp gỡ một tàu khu trục khác và một tàu ngầm ngoài khơi bờ biển New England để thực hành chống tàu ngầm; rồi sau đó tiếp tục đi đến Halifax, Nova Scotia, Canada để viếng thăm cảng và giao lưu cùng các đơn vị Hải quân Canada. Trong những chuyến đi thực hành này, những sĩ quan dự bị tương lai có dịp trải nghiệm cuộc sống trên tàu, và thực hành các loại vũ khí như súng cối chống tàu ngầm Hedgehog, mìn sâu và hải pháo 5 inch (127 mm).
Compton được cho xuất biên chế vào ngày 17 tháng 9, 1972; tên nó được rút khỏi danh sách Đăng bạ Hải quân vào ngày 27 tháng 9, 1972.

### Mato Grosso
Con tàu được chuyển cho Brazil vào ngày 27 tháng 9, 1972; nó hoạt động cùng Hải quân Brazil như là chiếc Mato Grosso cho đến khi xuất biên chế vào tháng 7, 1990 và bị tháo dỡ.

## Phần thưởng
Compton được tặng thưởng một Ngôi sao Chiến trận do thành tích phục vụ trong Thế Chiến II.